# Лісабонський регіцид

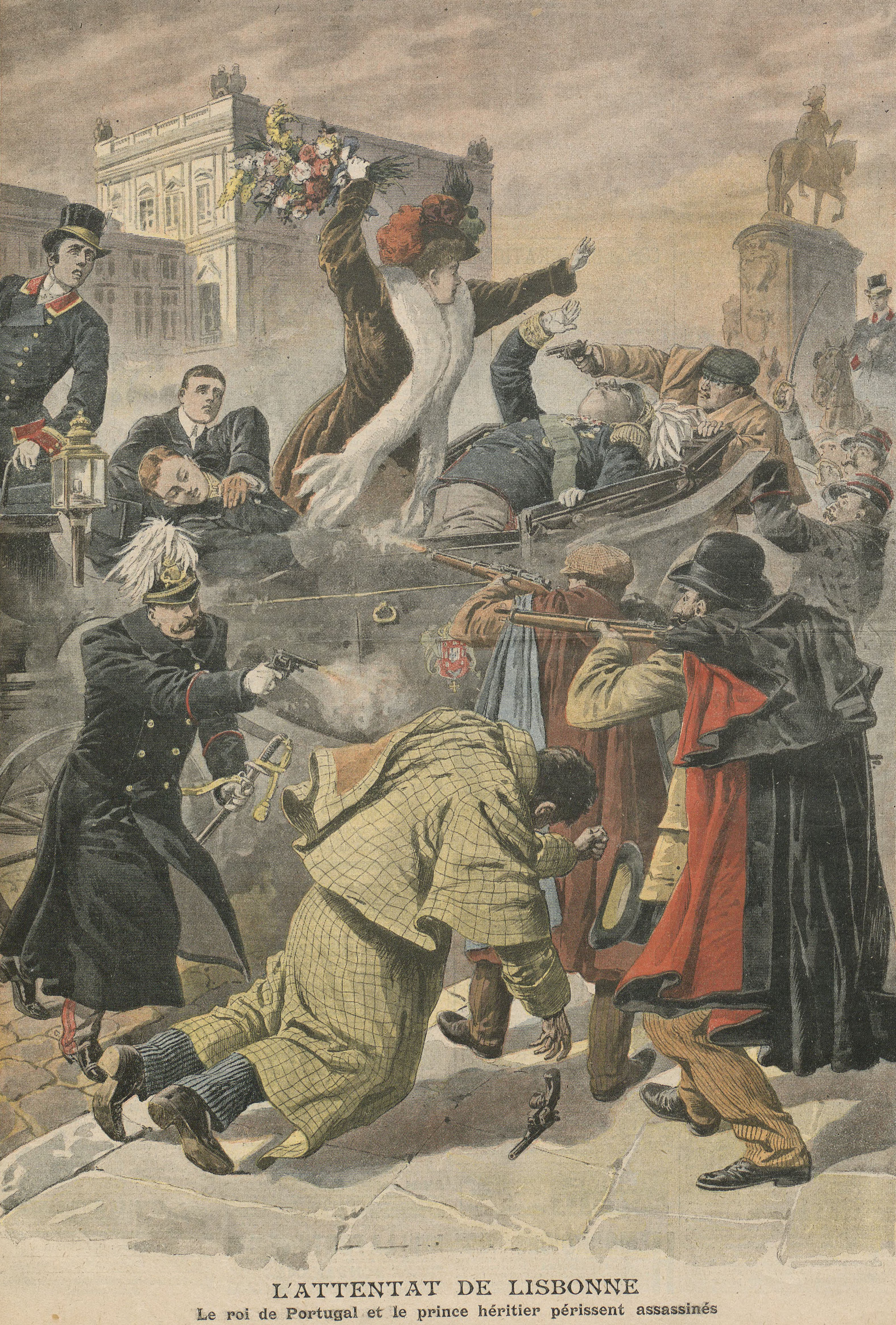
Ілюстрація у французькій пресі (неправильно зображені чотири терористи замість двох)

Лісабонський регіцид або Регіцид 1908 року або Убивство португальських королів або Лісабонське царевбивство (порт. Regicídio de 1908; 1 лютого 1908) — обстріл португальської королівської родини на площі Лісабону терористами-республіканцями, незадоволеними політикою короля та загальною обстановкою в країні. Внаслідок інциденту загинули сам 44-річний король Карлуш I і його старший син 20-річний Луїш-Філіпе. Невдоволення народу португальською монархією підігрівалося вже давно, протягом попередніх двох-трьох десятиліть. Певний внесок в цей процес внесли Британський ультиматум 1890, ріст популярності якобінських та республіканських ідей серед народу, особливо у великих містах. Ставлення до вбивства у Португалії тривалий час було вкрай неоднозначним.

## Події
Терористи-республіканці підкараулили королівський кортеж біля Торгової площі, коли Карлуш з дружиною та двома синами поверталися з відпочинку у Віла-Висози в Лісабон. Терористи були озброєні карабіном (Мануел Буіса) та пістолетом (Алфреду Кошта). Вбивці підійшли до королівської карети майже впритул, і королева Амелія Орлеанська зуміла врятувати свого молодшого сина Мануела (1889—1932), голосно кричучи та відбиваючись від нападників букетом квітів. Король та старший син були застрелені. Терористи були вбиті на місці королівською охороною.

## Наслідки
Новим королем був проголошений врятований Мануел II, однак він захоплювався музикою та мистецтвом і його абсолютно не цікавили політика та армія, тому вже в 1910 внаслідок революції Португальське королівство припиняє своє існування. На зміну йому приходить Перша португальська республіка 1910—1926.